# Strophius mendax
Strophius mendax är en spindelart som beskrevs av Cândido Firmino de Mello-Leitão 1929. 
Strophius mendax ingår i släktet Strophius och familjen krabbspindlar. Inga underarter finns listade i Catalogue of Life.